# Manuel Llorente Martín
Manuel Llorente Martín (Benetússer, 25 gennaio 1952) è un dirigente sportivo spagnolo.
È stato presidente del Valencia dal 7 giugno 2009 al 5 aprile 2013.

## Biografia
Llorente Martín studiò economia ed entrò a far parte della compagnia di Valencia Mercadona, fondata e presieduta da Juan Roig Alfonso, fino a diventarne direttore dei punti vendita.
Entrò nei quadri dirigenziali del Valencia nel 1995 per mano di Francisco Roig Alfonso, fratello di Juan e Fernando Roig Alfonso, diventando anche direttore generale del club. Con l'approdo alla presidenza di Pedro Cortés e poi di Jaume Ortí, rimase il braccio esecutivo dei presidenti dal 1999 al 2004 e con l'aiuto di Javier Gómez nell'area economica, raggiunse i massimi successi sportivi e di controllo del club della storia del Valencia.
Con l'arrivo di Juan Bautista Soler alla presidenza, rescisse il suo contratto. Nel febbraio 2007, diventò presidente del Valencia Basket Club e direttore generale, per via del passaggio di potere da parte di Juan Roig. Lasciò l'incarico due anni dopo, per diventare presidente del Valencia Club de Fútbol.
Così, nel giugno 2009 approdò alla presidenza del club e ordinò immediatamente un aumento di capitale per contrastare la forte crisi economica della squadra.
Lascia l'incarico di presidente il 5 aprile 2013 a Vicente Andreu.